# (34456) 2000 SG88
2000 SG88 (asteroide 34456) é um asteroide da cintura principal. Possui uma excentricidade de 0.07841860 e uma inclinação de 8.79086º. Este asteroide foi descoberto no dia 24 de setembro de 2000 por LINEAR em Socorro.